# Leopold Maderthaner
Leopold „Leo“ Maderthaner (* 9. September 1935 in Hausmening; † 28. Juli 2007 in Krems an der Donau) war ein österreichischer Politiker der ÖVP.

## Leben
Leopold Maderthaner arbeitete nach seinem Schulabschluss an der HTL St. Pölten von 1955 bis 1959 bei der Firma Siemens in Linz, bevor er sich 1959 mit der Firma Neon Maderthaner selbständig machte.
Von 1972 bis 1985 war Maderthaner Stadtrat von Amstetten.
Er war von 1986 bis 1990 Präsident der Wirtschaftskammer Niederösterreich und danach von 1990 bis 2000 Präsident der Wirtschaftskammer Österreich (WKO). Seine Amtszeit als WKO-Präsident war untrennbar mit den über zehn Jahre ständig steigenden Exporterfolgen der österreichischen Wirtschaft verbunden. In seine Amtszeit fielen auch der Ausbau des Wirtschaftsförderungsinstitutes (WIFI) St. Pölten, die Errichtung der Gründer- und Technologiezentren in Österreich, die Forcierung der Förderung des Lehrlingsnachwuchses, die Gründung der Ökologischen Betriebsberatung und der Betriebshilfe für Unternehmer sowie 1995 der Beitritt Österreichs zur Europäischen Union, bei dem er als Verhandler einen wesentlichen Beitrag geleistet hat.
Maderthaner wurde am 30. September 1989 auf der 13. Generalversammlung des Österreichischen Wirtschaftsbundes zum neuen Präsidenten und damit zum Nachfolger von Rudolf Sallinger gewählt und er war bis 2000 Mitglied des Bundesvorstandes der ÖVP.
Von 1979 bis 1989 war er Mitglied des Bundesrates und vom 1. März 1989 bis 30. Juni 2001 Abgeordneter zum Nationalrat. Spitzenpolitiker unterschiedlicher im Parlament vertretener Parteien bezeichneten Maderthaner häufig als konsensualen Sozialpartner mit Handschlagqualität, dessen Kooperation auch mit dem politischen Gegner stets von gegenseitigem Respekt gekennzeichnet war.
Maderthaner besaß die Ehrenbürgerschaft der Stadt Chicago. Seit 1990 war er Ehrenmitglied der katholischen Studentenverbindung ÖkaV Rhaeto-Danubia Wien im ÖCV.

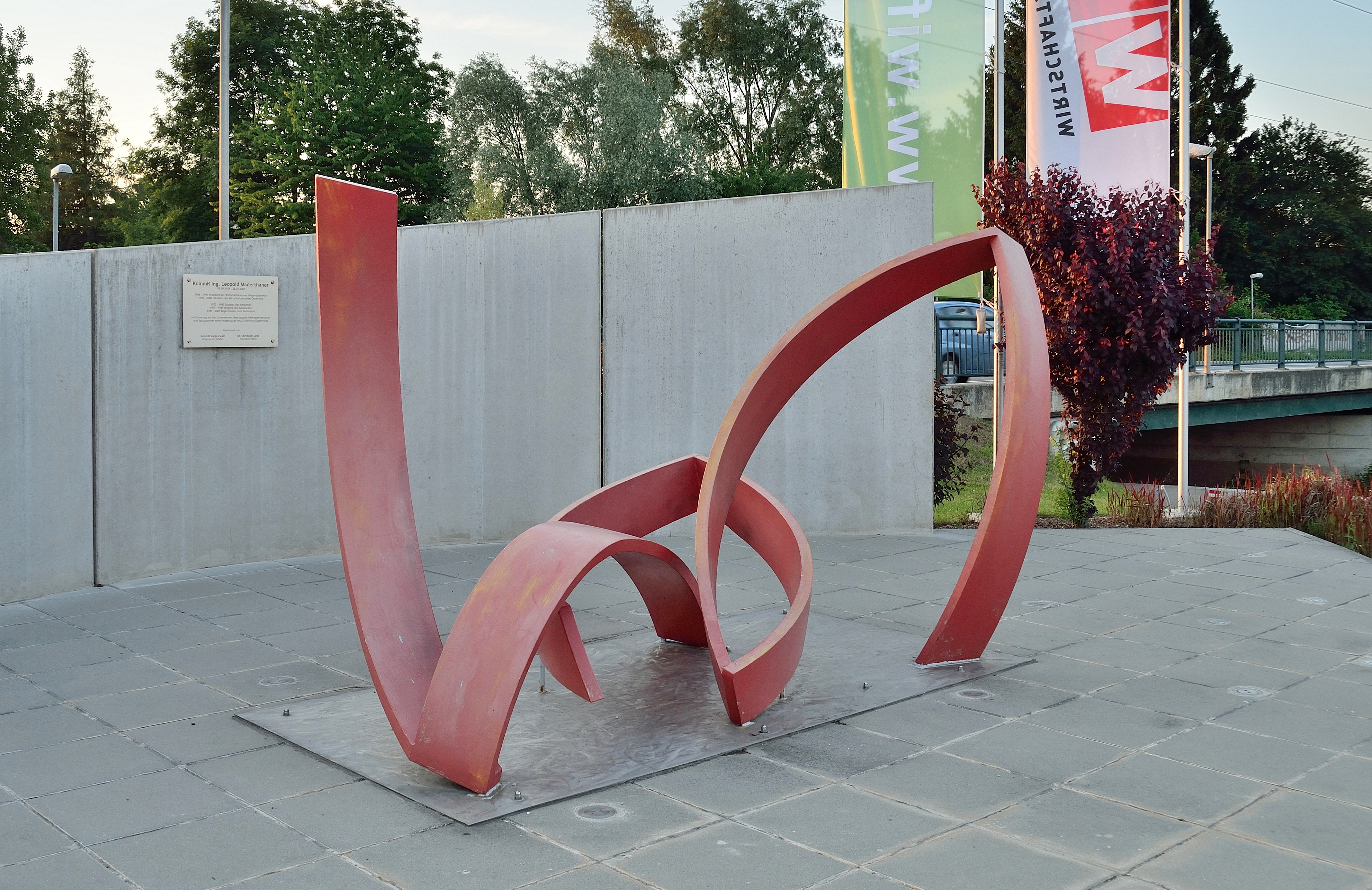
Monument für Leopold Maderthaner von Robert Kabas vor der WKÖ in Amstetten

Bis zu seinem Tod war er als Ehrenpräsident des Österreichischen Wirtschaftsbundes, als Vorstandsmitglied des Wirtschaftsbundes Niederösterreich sowie als Ehrenmitglied im Wirtschaftsparlament der Wirtschaftskammer Niederösterreich und Wirtschaftskammer Österreich aktiv, wobei es sein vorrangiges Anliegen war, die österreichische Wirtschaft im Ausland zu vertreten.

## Auszeichnungen
- Kommerzialrat (1989)
- Goldenes Komturkreuz des Ehrenzeichens für Verdienste um das Bundesland Niederösterreich (1995)
- Großes Silbernes Ehrenzeichen mit dem Stern für Verdienste um die Republik Österreich (1995)
- Großes Goldenes Ehrenzeichen mit dem Stern für Verdienste um die Republik Österreich (1997)
- Großes Silbernes Ehrenzeichen am Bande für Verdienste um die Republik Österreich[1] (2000)
- Bayerischer Verdienstorden (1999)
- Kärntner Landesorden in Silber
- Komturkreuz des Landes Burgenland
- Großes Bundesverdienstkreuz mit Stern und Schulterband
- Belgischer Kronenorden
- Großkreuz des Ordens Leopolds II.
- Nordstern-Orden
- Ungarischer Verdienstorden
- Großkreuz des spanischen Zivilverdienstordens